# نزباویتیتسه
نزباویتیتسه (به چکی: Nezbavětice) یک منطقهٔ مسکونی در جمهوری چک است که در ناحیه پلزن-سیتی واقع شده‌است. نزباویتیتسه ۴٫۷۵ کیلومتر مربع مساحت و ۲۱۷ نفر جمعیت دارد و ۴۴۴ متر بالاتر از سطح دریا واقع شده‌است.